# Лапшов, Афанасий Васильевич

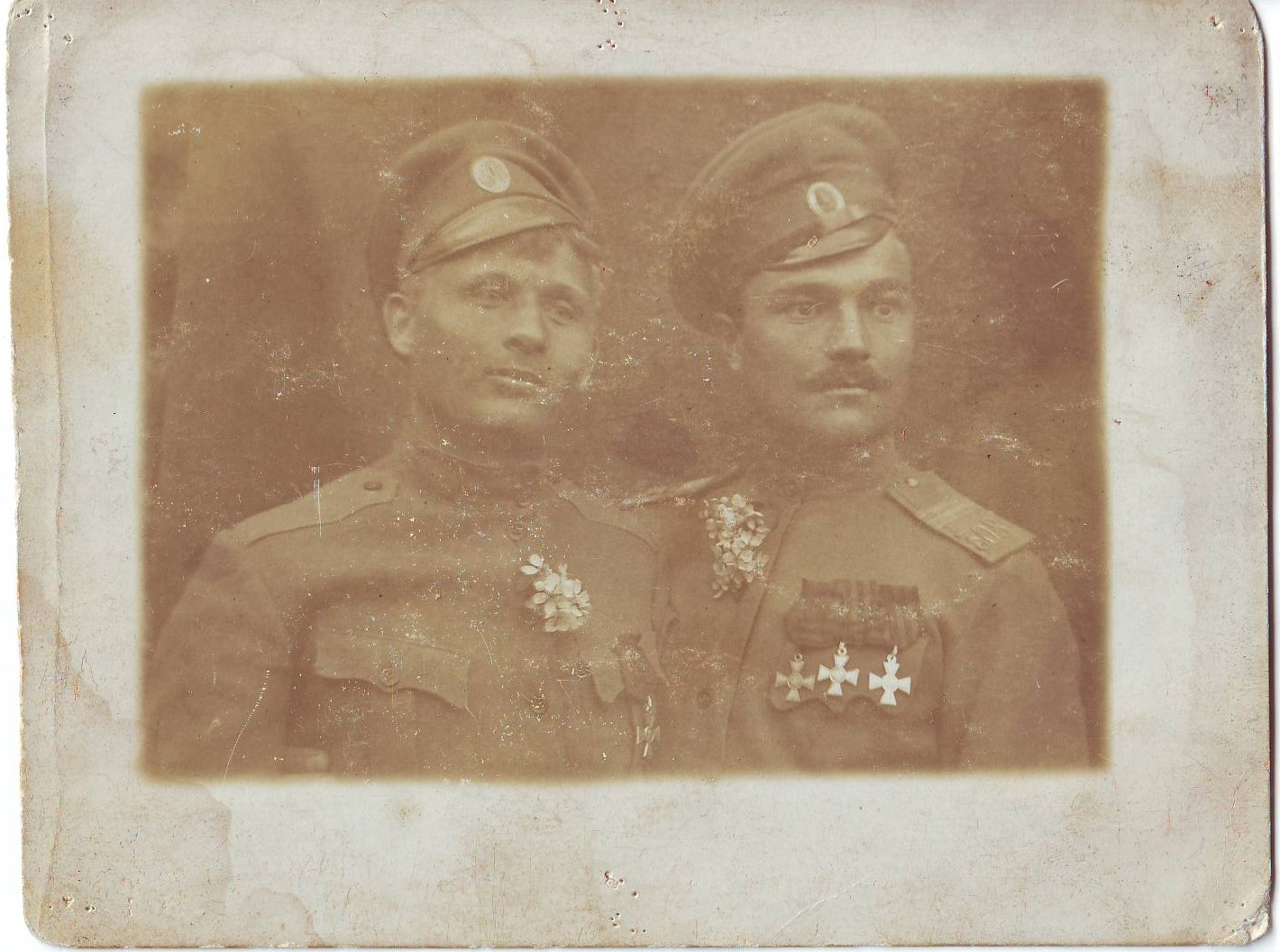
А. В. Лапшов /справа/ c боевым товарищем в годы первой мировой войны, кавалер трёх Георгиевских крестов. 1917 год.

Афанасий Васильевич Лапшов (22 февраля 1893 года — 14 июля 1943 года) — советский военный деятель, гвардии генерал-майор (13 мая 1942 года). Герой Советского Союза (27 марта 1942 года).

## Биография
Афанасий Васильевич Лапшов родился 22 февраля 1893 года в селе Чемизовка, ныне село Лапшово Камешкирского района Пензенской области, в крестьянской семье.
После окончания начальной школы работал столяром в частных мастерских в Нахичевани-на-Дону и в Ростове-на-Дону.

### Первая мировая и гражданская войны
В сентябре 1914 года был призван в ряды Русской императорской армии, после чего служил в 308-м Чебоксарском полку в составе 77-й пехотной дивизии, а с февраля 1916 года — в 292-м запасном полку. Принимал участие в боевых действиях на Западном фронте. Дослужился до чина старшего унтер-офицера, а также награждён тремя Георгиевскими крестами. В 1917 году избирался членом полкового солдатского комитета. В декабре 1917 года был демобилизован.
Вернулся в родное село, был членом сельсовета и членом Кузнецкого уездного комитета в Саратовской губернии. В 1918 году вступил в РКП(б). 
В мае 1919 года призван в ряды РККА, назначен на должность политрука 5-го Приволжского полка в составе 5-й армии, а в июне того же года — на должность командира и комиссара 10-го особого отряда в 35-й стрелковой дивизии этой армии. Принимал участие в боевых действиях на Восточном фронте против войск адмирала А. В. Колчака.

### Межвоенное время
В декабре 1921 года направлен на учёбу в Киевскую высшую объединённую военную школу среднего комсостава, после окончания которой в августе 1923 года был назначен на должность командира роты 78-го Казанского полка 26-й стрелковой дивизии (Сибирский военный округ), в марте 1924 года — на должность помощника начальника учебно-строевой части окружных повторных курсов младшего комсостава войск ОГПУ (Новосибирск), в мае того же года — на должность командира и военкома 78-го Алтайского дивизиона войск ОГПУ, в июне — на должность начальника конвойной команды войск ОГПУ в Сибири. В ноябре 1925 года Лапшов назначен на должность командира и комиссара 43-й отдельной конвойной роты войск ОГПУ.
В феврале 1926 года переведён из войск ОГПУ в РККА и назначен на должность командира и политрука роты 5-го Татарского полка 12-й стрелковой дивизии Сибирского военного округа, в октябре 1930 года переведён на эту же должность в 26-й Ленинградский стрелковый полк 9-й стрелковой дивизии Северо-Кавказского военного округа (Ейск), а с декабря 1931 года служил в 88-м стрелковом полку (30-я стрелковая дивизия, Украинский военный округ, полк дислоцировался в Павлограде) на должностях командира батальона и помощника командира полка по хозяйственной части.
В октябре 1937 года назначен на должность командира 89-го стрелкового полка в составе Одесского военного округа, однако в ноябре направлен на учёбу на Высшие стрелково-тактические курсы «Выстрел». В декабре того же года Лапшов направлен в специальную командировку в Испанию, под псевдонимом «подполковник Атанасов» участвовал в гражданской войне в Испании. После возвращения из Испании в октябре 1938 года продолжил учёбу на курсах «Выстрел» и после их окончания в июне 1939 года назначен на должность командира 109-го стрелкового полка 74-й стрелковой дивизии Одесского военного округа.

### Великая Отечественная война
С началом войны на прежней должности. Полк полковника А. В. Лапшова в составе 74-й стрелковой дивизии (9-я армия, Южный фронт) принимал участие в оборонительных боевых действиях в районе городов Бельцы и Флорешты, где Лапшов во главе малого отряда, оборонявшего двое суток переправу через Днестр, попал в окружение, из которого вышел, сохранив управление и личный состав. За эти бои был представлен к званию Героя Советского Союза.
Указом Президиума Верховного Совета СССР «О присвоении звания Героя Советского Союза начальствующему и рядовому составу Красной Армии» от 27 марта 1942 года за «образцовое выполнение боевых заданий командования и проявленные при этом отвагу и геройство» удостоен звания Героя Советского Союза с вручением ордена Ленина и медали «Золотая Звезда» (№ 508).
В сентябре 1941 года назначен на должность командира 259-й стрелковой дивизии 34-й армии Северо-Западного фронта. В октябре армию передали в 52-ю армию (Волховский  фронт), которая вела тяжёлые оборонительные боевые действия в составе в районе города Малая Вишера. Во время Тихвинской наступательной операции дивизия под его командованием совместно с 111-й стрелковой дивизией принимала участие и к 20 ноября освободила Малую Вишеру и вскоре вышла к реке Волхов. Вскоре в составе 2-й ударной армии дивизия участвовала в ходе Любанской наступательной операции.
13 июня 1942 года назначен на должность заместителя командующего 4-й армией, которая вела боевые действия по расширению плацдармов и удержанию занимаемых рубежей на реке Волхов.
В ноябре направлен на учёбу в Высшую военную академию имени К. Е. Ворошилова, ускоренный курс которой окончил в 1943 году. В апреле 1943 года назначен на должность командира 16-го гвардейского стрелкового корпуса 11-й армии Западного фронта. Корпус успешно принимал участие в Орловской наступательной операции.
13 июля 1943 года генерал-майор Афанасий Васильевич Лапшов вместе с генерал-лейтенантом Л. А. Мазановым выехал на автомашине в расположение своих войск, однако обратно не вернулся. 15 июля был найден убитым от прямого попадания снаряда в машину. Похоронен в селе Ульяново, ныне Калужской области.

## Семья
Сын (в 1-м браке) — Василий. Внук — Юрий Васильевич Лапшов, правнук — Артем.
2-й брак, жена — Милагрос Эррера Фернандес (1922—1994). С ней А.Лапшов познакомился во время специальной командировки в Испанию. По ее завещанию, похоронена рядом с мужем в селе Ульяново (Калужская область).
Сын — Владимир (1939—2021). Инженер, работал на Заводе имени Лихачева. Владимир Афанасьевич Лапшов пожелал быть похороненным рядом с отцом и матерью.
Брат Федор Васильевич Лапшов (1910—1994). Окончил Киевское артиллерийское училище и Военную школу морских лётчиков в городе Ейске. В начале 1940-х годов в качестве военного эксперта был в Китае. Участник Великой Отечественной войны. После демобилизации продолжил летать в гражданской авиации. Похоронен на Байковом кладбище в Киеве.  

## В воспоминаниях современников
… меня ошеломила весть о гибели командира 16-го гвардейского стрелкового корпуса генерала А. В. Лапшова. Под Медынцевом танкисты и артиллеристы подбили до десятка «тигров». Лапшов, будучи человеком горячим и нетерпеливым, захотел немедленно осмотреть машины, о которых гитлеровцы плели столько небылиц…. И вдруг из-за них выскочили гитлеровцы. В завязавшейся перестрелке командир корпуса и его адъютант были убиты.— Баграмян И. Х. Так шли мы к победе. — М.: Воениздат, 1977. — С. 215—216.

## Награды
- Медаль «Золотая Звезда» (№ 508, 27.03.1942);
- Два ордена Ленина (27.03.1942; 27.08.1943, посмертно);
- Медаль «XX лет Рабоче-Крестьянской Красной Армии» (22.03.1938);
- Три Георгиевских креста.

## Память
В 1961 году село, в котором родился А. В. Лапшов, было переименовано в Лапшово. В 2010 году на здании средней школы этого же села открыта мемориальная доска в честь Героя.
В честь А. В. Лапшова названы улицы в сёлах Ульяново (Калужская область) и Мусорка (Ставропольский район, Самарская область).